# Ernst Hameister (Rezitator)
Ernst Hameister (* 7. März 1889 in Niederklütz; † 4. April 1966 in Lübeck) war ein deutscher Rezitator, der sich ausschließlich der Interpretation von Werken Fritz Reuters gewidmet hat. Er war 1960 Mitbegründer der Fritz Reuter Gesellschaft e.V.

## Leben
Eigentlich ein mecklenburgischer Kaufmann (Vertreter einer Lübecker Weingroßhandlung), stellte sich Hameister seit 1931 der Aufgabe, das Werk Fritz Reuters, die Schönheit der Niederdeutschen Sprache in Reuters Schriften und den besonderen Humor des Schriftstellers, der eine der populärsten Figuren norddeutscher Literatur, Entspekter Bräsig, erfand, auf Vortragsveranstaltungen zu vermitteln.
Ein junger deutscher Auswanderer, der eine Zeit lang in Java gelebt hatte und sich während dieser Zeit zur Erinnerung an die Heimat viel mit Reuters Schriften beschäftigt hatte, frischte eine bereits zuvor vorhanden gewesene Begeisterung Hameisters für den Dichter wieder auf.
Als sich Hameister nach dem Ersten Weltkrieg schließlich selbst des Längeren fernab der Heimat in Gefangenschaft auf der Insel Man befand, wuchs in ihm der Wunsch, einem größeren Publikum die Welt Fritz Reuters als Interpret zu erschließen.
Zurückgekehrt nutzte Hameister seine besonderen Kenntnisse jeder Nuance des Mecklenburgischen Plattdeutsch und galt bald als einer der wenigen, die die Texte erfolgreich im Reuter'schen Urtext bringen konnten.
1941 unterhielt Hameister auf einer mehr als vier Monate dauernden Rundreise durch das besetzte Norwegen die Soldaten der deutschen Wehrmacht mit Reuter-Vorträgen. Seine Erlebnisse als "Truppenbetreuer" und die begeisterte Aufnahme durch Mannschaften und Offiziere hat Hameister in einem plattdeutsch geschriebenen Zeitungsartikel vom 5. November 1941 geschildert.
Bis gegen Ende der 1950er Jahre war Hameister bereits in weit über fünftausend Rezitationsveranstaltungen aufgetreten, als die Plattenfirma Telefunken 1958 mit dem „einzigen Sprecher, der sich ausschließlich Fritz Reuter gewidmet hat“ für die berühmte Sprechplattenreihe Wort und Stimme eine erste Aufnahme erstellte. Weitere folgten.
1959 wurde Hameister in Anerkennung seiner Verdienste um die niederdeutsche Sprache die Senatsplakette der Hansestadt Lübeck verliehen. Von der Landsmannschaft Mecklenburg wurde Hameister Ende 1960 mit der neu gestifteten Fritz-Reuter-Medaille ausgezeichnet.
Am 15. Juli 1960 gründete Hameister mit Anderen die Fritz Reuter Gesellschaft in Lübeck, deren Ziel „die Pflege und Förderung des Werkes von Fritz Reuter und darüber hinaus der niederdeutschen Literatur und Sprache“ ist.

## Sprechplatten
- Fritz Reuter: "Entspekter Bräsig" erzählt von seiner Geburt und der Kaltwasserheilanstalt. Im Urtext gesprochen von Ernst Hameister. Telefunken, Hamburg 1958.
- Fritz Reuter: Wiehnachtsabend in' Gürlitzer Pasterhus: Ut mine Stromtid. Im Urtext vorgetragen von Ernst Hameister. Telefunken Hamburg 1962.
- Fritz Reuter: De Pierdkur. Im Urtext vorgetragen von Ernst Hameister. Telefunken, Hamburg 1963.